# Una sola rosa pálida
Una sola rosa pálida es el décimo octavo episodio de la quinta temporada de la serie de televisión animada Steven Universe. La primera emisión de este capítulo fue el 7 de mayo de 2018, en el canal Cartoon network, siendo este la segunda mitad de un especial de dos partes, junto con el episodio precedente titulado "No puedo regresar". La dirección de este episodio estuvo a cargo de Kat Morris y Liz Artinian, con Danny Cragg y Hilary Florido como encargados del guion y el storyboard, tomando como base la historia de Matt Burnett, Ben Levin, Kat Morris, Joe Johnston, y la creadora de la serie, Rebecca Sugar.
Sugar describe ambos capítulos como “episodios de gran relevancia, en los que habíamos estado trabajando por un buen tiempo”, los cuáles tendrían grandes implicaciones para el resto de la serie, y cambiaria la interpretación de los televidentes con respecto a los eventos de episodios previos.
El argumento se centra en Steven Universe, quien decide alzar la voz y confrontar a Perla, preguntándole acerca del supuesto asesinato de Diamante rosa, ocurrido un milenio atrás, que lleva a un importante giro en la trama para la serie: la relevación de que la madre de Steven, Rose Cuarzo, es en realidad Diamante Rosa, quien fingió su muerte con la ayuda de Perla. Además del revuelo alrededor de los hechos ocurridos, este capítulo recibió el aclamo de la crítica sobre la interpretación de Perla por parte de Deedee Magno Hall, la calidad del estilo visual, los elementos artísticos, y la estructura de la historia, así como la gran relevancia del giro en la trama y lo que implicaría para la narrativa general de la serie.

## Sinopsis
"Steven ayuda a Perla a encontrar su celular."

## Trama
Al inicio del episodio podemos observar a Steven (Zach Callison) sentado en el sillón de la sala de estar, que nos lleva a una secuencia de flash-backs en donde se presentan escenas propias de capítulos previos, protagonizadas por personajes presentados en distintos puntos de la historia que le han dado información inconsistente sobre el asesinato de Diamante Rosa. Steven termina esta secuencia de recuerdos con la interrupción de Amatista y Perla, quienes llegan por la puerta principal, y espera ansiosamente mientras Amatista (Michaela Dietz) le enseña a Perla (Deedee Magno Hall) como usar su nuevo celular. Después de que amatista sale de la habitación, Steven confronta a perla y le pregunta si ella fue la que quebró la gema de diamante rosa. Perla no responde, mostrándose en shock. Cuando Amatista regresa, perla cambia de tema inmediatamente y guarda su celular en el interior de su gema, dejando a Steven confundido. 
Más tarde, Steven Recibe un mensaje de texto de Perla: “Quiero decirte la verdad pero no puedo” Steven regresa a su casa y confronta  a Perla acerca del mensaje, pero Perla dice que ella no ha usado su celular desde esa mañana. Mientras intenta sin éxito sacar el celular de su gema, Steven recibe otro texto- un emoji de una flor “”. Al enterarse de este nuevo mensaje, Perla le pide a Steven que entre a su gema y lo saque por el mismo, dando pistas de que el podrá encontrar la respuesta a su pregunta en ese lugar.
Dentro de la gema de Perla Steven se encuentra con una personificación de la habilidad que tiene Perla para compartimentar. Esta personificación no logra encontrar el celular entre las demás pertenencias guardadas de perla y manda a Steven más adentro de la mente de Perla para que pueda seguir buscándolo, Steven visita el traumaticé recuerdo de los días de embarazo de Rose, así como el recuerdo de las secuelas que dejó la guerra de las Gemas. Finalmente logra llegar al momento exacto después de la muerte de Diamante Rosa. Steven observa pedazos de gema en el piso mientras Rose sostiene su espada. Cuando se acerca, se da cuenta de que esa silueta en realidad no es de Rose, sino de Perla, quien transformó su forma física para aparentar ser Rose. Perla procede a revelar que aun tiene la gema de Diamante Rosa en su mano, completa y sin ningún daño, y envía a Steven a un nivel aun más profundo de sus recuerdos.
Steven se encuentra adentro del palanquín de Diamante rosa, mientas escucha una conversación entre Rose (Susan Egan) y Perla. Mientras Perla se encuentra indecisa sobre lo que Rose le pide hacer en ese momento, esta última insiste. Y le dice que si el plan se concreta, ellas serán libres al final. Después de unos segundos Perla accede a realizar el plan de Rose, mientras Steven observa con incredibilidad a Rose revertir su forma original, la forma de Diamante Rosa; ella procede a crear unos pedazos de gema falsos, con ayuda de tierra, para después tragarlos, y le da una última instrucción a Perla como la Diamante que es: nunca hablar de lo que en realidad paso. Mientras Diamante Rosa deja el palanquín, Perla voltea a ver a Steven y le da el celular perdido. Ella transforma su forma física en la de Rose Cuarzo y se dirige afuera para realizar el asesinato falso. Steven envía un mensaje a perla, en el mundo real, y es expulsado de su mente. Steven observa sombríamente, con la mirada perdida, diciendo lo que acaba de descubrir: su madre era en realidad Diamante Rosa. Detrás de él. Amatista y Garnet aparecen en la escena, mostrándose en shock por el secreto que acaban de escuchar.

## Reparto

### Personajes principales
- Zach Callison como Steven Universe.
- Deedee Magno Hall como Perla.
- Charlyne Yi como Rubí.

### Apariciones menores
- Michaela Dietz como Amatista.
- Estelle como Garnet.
- Charlyne Yi como Ojito.
- Amanda Michalka como Stevonnie.
- Amy Sedaris como Circón.
- Lisa Hannigan como Diamante Azul.
- Patti LuPone como Diamante Amarillo.

## Producción
Los eventos sucedidos en este episodio, en específico, la gran revelación que finalmente toma lugar, fueron planeados desde mucho antes del comienzo de la producción de la serie. Así como lo describe Chris McDonnell en el libro dedicado al proceso detrás de la serie “Steven Universe: art and originis”, existe algo llamado “Rebecca'sChart”, un conjunto de notas y pliegos de papel colocados de manera linear, que siguen trayectorias continuas y descontinuas, describiendo sucesos que ocurren en la serie, unidos por líneas que los conectan para unir eventos sucedidos que se extienden desde miles de años en el pasado hasta miles de años en el futuro de la trama. Este es uno de los artefactos que muestra la manera tan meticulosa en la que se construye y se desarrolla el mundo fantástico de la serie, así como todos los posibles arcos que la historia podía desarrollar.
El proceso de storyboard para cada episodio de Steven Universe es realizado por un equipo de dos personas, en la mayoría de los casos. Entre estos dos artistas, se reparten los diálogos, la redacción y los bocetos de forma equitativa. En un primer paso se desarrollan los thumbnails: pequeños y simples dibujos con la suficiente información visual para comunicar las ideas principales, que después serán pulidos en cuadros más específicos para el resto del episodio. Después de que se finaliza y aprueba el storyboard, el siguiente paso se centra en los compositores, actores de doblaje, editores, y los diseñadores de soundtrack, para unir y sincronizar las voces, sonidos y canciones.
Con respecto a la animación , y como afirma McDonnell, casi ninguna de las etapas finales de este proceso se realiza en los estudios de Cartoon Network. La fase final de animación se realiza en dos estudios ubicados en Corea del sur: Sunmin Image Pictures Company y Rough Draft Korea. Los cuadros de cada episodio se realizan con lápiz y tinta, siendo dibujos en papel los que completan las escenas, para después escanearlas, colorearlas digitalmente, y después enviarlas de regreso a los Estados Unidos, en donde empiezan los últimos detalles.
Este episodio fue escrito y bocetado por Danny Cragg y Hilary Florido, dirigido por Liz Artiminan (directora de arte) y Kat Morris (directora de supervisión). La animación para este episodio se llevó a cabo en ambos estudios: Rough Draft Korea y Sunmin Image Pictures (SMIP), con la participación adicional de Suzhou Hong Ying Animation.

## Recepción y crítica
La emisión del estreno de ambos episodios, “Una sola rosa pálida” y “No puedo regresar”, obtuvo una audiencia de 0.74 millones de espectadores. En IMDb cuenta con una puntuación general de 9.6, respecto a la opinión pública, y estando dentro del top 10 de los episodios mejor calificados de toda la serie. 
Este episodio ha recibido aclamaciones por su resolución acerca de uno de los más grande misterios de la historia general de la serie, así como por su narrativa. Eric Thurm, de The AV Club, lo describe como “un giro fundamental en la narrativa del show, que creo revuelo alrededor de la trama". Vrai Kaiser, escritora y crítica de The Mary Sue, lo describe como "uno de los mejores episodios en un largo, largo tiempo”, elogiando el trabajo de Deedee Magno Hall, y diciendo que el episodio deja la serie en un, con respecto a la manera en la que se manejará la historia después de la revelación. Shamus Kelley de Den Of Geek le dio al episodio 5 de 5 estrellas, calificándolo como "emocionante y convincente" y diciendo que muestra un enfoque completamente nuevo sobre la relación de Rose y Perla.

## Análisis del personaje: Rose Cuarzo/Diamante Rosa
Steven Universe se ha caracterizado ante el público, por las distintas maneras en las que construyen la imagen de sus personajes, siendo Rose Cuarzo el más importante e interesante de la serie, por la trayectoria mediante la cual los televidentes descubrirán el verdadero secreto detrás del mismo. Sobre el concepto de personaje; Chatman (1990, p. 135) considera que el personaje es una unidad psicológica y de acción, "que debe ser estudiada como una categoría de narrativa individual, en el cuál se combinan una serie de rasgos y características diferenciales que hacen único a este sujeto". Desde el comienzo de la serie, conocemos que existe este personaje alrededor del cual sucede y avanza la historia, a pesar de que en el presente en el que transcurren los episodios, ella ya no existe en un plano físico. De manera que los modos de presentación de este personaje permiten conocer a Rose en cada una de sus distintas etapas. Cada personaje opera y actúa alrededor de distintas perspectivas sobre Rose, como lo menciona Rebecca Sugar en una entrevista sobre el episodio. 
De manera que Rose Cuarzo, el personaje más relevante para la trama, inexistente en el presente, se nos presentará por medio de descripciones, de recuerdos de los personajes, que comienzan representándola como una líder perfecta , considerada y dispuesta a sacrificarse por los demás, pero cuyas revelaciones, poco a poco, se tornarán cada vez más honestas, desenmascarando finalmente al personaje, pasando por una lupa en donde se cuestionan sus acciones, y más allá de eso, sus verdaderas intenciones. Es un personaje que pasará de ser idolatrado a ser juzgado, ahora desde una perspectiva menos amorosa, y más cruda, haciendo que aquellos que la defendían a costa de todo reconozcan que su actuar, en realidad, tuvo más consecuencias perjudiciales que beneficios. 
En una entrevista realizada por la empresa encargada de la producción de la serie, Rebecca Sugar nos explica más detalles sobre la revelación, los antecedentes, y lo que ella concluye del personaje de Rose Cuarzo/Diamante Rosa: comienza mencionando que, dentro de la serie, cada vez que se hace referencia a Rose, por medio de flashbacks y anécdotas, siempre se ha mostrado como un misterio. Después, Sugar dice que espera que el público reconozca la importancia de episodios previos con respecto a la información que llegaron a proporcionar para que el gran secreto saliera a la luz, algunos de estos son: "Greg el niñero" (episodio 16, temporada 3), "Tenemos que hablar" (episodio 9, temporada 2),"Fugitivos" (episodio 40, temporada 1)  y "La funda de la espada de Rose" (episodio 45, temporada 1). 
Con respecto al personaje de Perla, Sugar señala que ella ha conocido, a lo largo de los años, a "esta persona" (refiriéndose a Rose) quién tiene la costumbre de mentirle a todos, y que después de los hechos ocurridos en "La funda de la espada de Rose" le duele descubrir que también le ocultaba cosas a ellas.
Rebecca también menciona, en esta entrevista, las pistas y detalles que existen dentro de capítulos previos, los cuáles ayudaron a los fanáticos a teorizar sobre la posibilidad de los hechos ocurridos: se señalan elementos visuales como los diamantes en la ropa de perla, elementos de la conducta de los personajes, tales como el hecho de que a perla le desagradaba el cambio de forma física (un mecanismo que poseen las "gemas" dentro del universo de la serie, por el cual pueden transformarse físicamente, y la habilidad que le permitió a perla fingir que ella era Rose), el hecho de que perla quería regresar al espacio a pesar de que Rose cuarzo, supuestamente, fue creada en la tierra y no habría posibilidad de que hubiera visitado ese lugar. En la opinión de Rebecca, los personajes deben aceptarse a sí mismos para poder amar a los demás: si uno de ellos, se encuentra constantemente haciendo cosas que provoquen un auto-sabotaje, también estarán saboteando a la gente alrededor que los quiere.
Por otro lado, en el libro de Steven Universe: Arte y Orígenes, dentro del apartado de la redacción y escritura de los episodios, los escritores nos presentan las razones por las cuales la historia detrás de Rose y Steven, y la idea que tiene este último sobre su madre, así como la manera en que se transforma progresivamente, terminan siendo uno de los puntos más fuertes e interesantes para la audiencia. Un elemento que ayuda a que la gran mayoría de los episodios funcione, haciendo énfasis en la revelación de información, es la perspectiva en la que los escritores decidieron contar la historia: según cuenta Matt Burnett (uno de los escritores principales de la serie) la razón detrás de este mecanismo es que funciona perfectamente como una válvula de seguridad, tanto para la audiencia como para el equipo. Según Ian Jones-Quarty (Coproductor ejecutivo y director de supervisión) si lo que se quisiera fuera tomar la ruta fácil, su objetivo se reduciría a sobrecargar a los espectadores con información, sin embargo, la perspectiva desde la que se cuenta cada evento permite mantener el enfoque en lo que en realidad se quiere tratar en cada episodio: el arco emocional por el que pasa cada personaje. Rebecca asegura que en la producción de los episodios, una regla fundamental es nunca romper o cambiar esa perspectiva; dentro del show, la gente no verá ni entenderá nada que Steven no pueda observar, de manera que tanto el personaje de Steven, como el público, podrán descubrir los secretos al mismo tiempo.